# David Apter
David Ernest Apter (18 de diciembre de 1924 - 4 de mayo de 2010) fue un científico político y sociólogo americano. Fue Profesor de Henry J. Heinz en Desarrollo Político y Social Comparativo y Científico Senior de Investigación en la Universidad de Yale.
Nació en el 18 de diciembre de 1924. Enseñó en la Universidad de Northwestern, la Universidad de Chicago (donde fue Secretario Ejecutivo del Comité para el Estudio Comparativo de Nuevas Naciones), la Universidad de California, (donde era director del Instituto de Estudios Internacionales), y en la Universidad de Yale, donde celebró una reunión conjunta sobre sociología y ciencia políticas y trabajó como Director de la División de Ciencia Social, Silla de Sociología, y fue socio fundador del Centro de Humanidades de Whitney. Fue elegido Socio de la Academia americana de Artes y Ciencias en 1966.
Fue Socio del Guggenheim, profesor invitado en la Universidad de Todas las Almas, Oxford,  Socio del Instituto para Estudio Avanzado en Princeton, New Jersey, Socio del Centro para Estudio Avanzado en las Ciencias Conductistas en Palo Alto, California, Socio del Instituto para Estudio Avanzado en los Países Bajos, así como Lector en la Phi Beta Kappa. Investigó en el campo del desarrollo, democratización y violencia política en África, Latinoamérica, Japón, y China.
En 2006, fue el primer galardonado con el premio Fundación Mattei Dogan por sus contribuciones en la investigación Interdisciplinaria.
Apter murió en su casa de North Haven, Connecticut, debido a las complicaciones de un cáncer el 4 de mayo de 2010.